# Оптимизация развития
Оптимизация развития — направление, исследующее оптимальное развитие объекта (компании, отрасли, страны) при помощи методов и моделей математического программирования. В настоящее время исследования по данному направлению ведутся в 33 лаборатории ИПУ РАН. Методы оптимизации развития следует отличать от методов оптимизации роста в силу того, что в процессе развития меняется сам объект моделирования, для экономических объектов предполагается долгосрочное моделирование процессов.